# L'Envers du décor et autres nouvelles
 (avril 2020).
Si vous disposez d'ouvrages ou d'articles de référence ou si vous connaissez des sites web de qualité traitant du thème abordé ici, merci de compléter l'article en donnant les références utiles à sa vérifiabilité et en les liant à la section « Notes et références ».
L'Envers du décor et autres nouvelles est un recueil de douze nouvelles de Tatiana de Rosnay publié en 2020.

## Sommaire
Ce recueil contient les nouvelles suivantes : L'Envers du décor ; L'Étagère du haut ; Le Parfait ; Conversation impossible ; Lady Landifer ; Mon zouave ; Trouble-fête ; La Lettre de Miss Sebold ; Madame ; « Tête en long » ; Les Mots qui sont ma prison et Jaguar.

## Présentation des nouvelles
L'Envers du décor
- Résumé : la vérité sur une comédienne.
- Précédemment publiée dans : Madame Figaro, 2015.

L'Étagère du haut
- Résumé : texte autobiographique.
- Précédemment publiée dans : Les Récits de l’incurable curiosité. Paris : Institut Pasteur, 07/2013, p. 64-70.

Le Parfait
- Résumé : nouvelle qui met en scène une belle-mère épouvantable.
- Précédemment publiée dans : 13 à table ! 2015. Paris : Pocket n° 16073, 11/2014, p. 191-209.  (ISBN 978-2-266-25405-2)

Conversation impossible
- Résumé : texte qui raconte une conversation imaginaire que Tatiana de Rosnay a eu avec Daphné du Maurier, sa romancière préférée.
- Précédemment publiée dans : Vanity Fair, 2015.

Lady Landifer
- Résumé : nouvelle assez longue.
- Supplément à Elle n° 3684, 29 juillet 2016.

Mon zouave
- Résumé : texte autobiographique.
- Précédemment publiée dans Merci Paris ! : 20 écrivains amoureux de leur quartier / anthologie présentée par Gérard Mordillat. Paris : Tallandier, octobre 2017, p. 117-126.  (ISBN 979-10-210-2747-3)

Trouble-fête
- Résumé : histoire d'une fête de famille gâchée par un événement terrible.
- Précédemment publiée dans '13 à table ! 2019, anthologie. Paris : Pocket n° 17272, 11/2018, p. 231-253.  (ISBN 978-2-266-28641-1)

La Lettre de Miss Sebold
- Précédemment publiée dans Enfant, je me souviens… : nouvelles. Paris : LGF, coll. « Le Livre de poche » n° 34216, 05/2016, p. 149-159.  (ISBN 978-2-253-06950-8)

Madame
- Résumé : texte érotique qui réserve une surprise à la fin.
- Précédemment publiée dans Elle n° 3736, 28 juillet 2017, p. 116-117.

« Tête en long »
- Résumé : texte autobiographique.
- Précédemment publiée dans Les Mariés de la Tour Eiffel : et autres nouvelles inspirées de chefs-d’œuvre de l’art moderne. Paris : Centre Pompidou, 10/2013.

Les Mots qui sont ma prison
- Résumé : nouvelle écrite pour l'Unicef.
- Précédemment publiée dans Exils : nouvelles. Paris : LGF, coll. « Le Livre de poche » n° 35453, 05/2019, p. 95-104.  (ISBN 978-2-253-24082-2)

Jaguar
- Nouvelle terrifiante inédite écrite spécialement pour le recueil.

## Édition
- L'Envers du décor et autres nouvelles, Paris, Pocket n° 17797, 2020, 288 p.  (ISBN 978-2-266-30668-3).

## Version audio
- L'Envers du décor et autres nouvelles, avec une nouvelle lue par l'auteure ; lu par Moana Ferré et Marion Malenfant. Paris, Lizzie, 2020. 1 CD audio format MP3  (ISBN 979-10-366-0707-3).

## Analyse
Dans ses textes autobiographiques, Tatiana de Rosnay raconte son enfance, comment elle a commencé à écrire, pourquoi tel livre lui plaisait plus que d'autres.